# Американська гільдія продюсерів
Американська гільдія продюсерів (англ. Producers Guild of America PGA, також — Гільдія продюсерів США, АГП) — це неприбуткова асоціація, що представляє, захищає та підтримує телевізійних продюсерів, продюсерів фільмів та продюсерів нових медіа у США. Її членами є більш ніж 4200 продюсерських організацій у світі. Співпрезиденти гільдії — Марк Гордон та Хок Кох.

АГП проводить багато важливих заходів, зокрема щорічну церемонію вручення нагороди АГП.

## Історія
- 1950 — Групою продюсерів фільмів була створена Гільдія продюсерів кінематографістів. Її першим президентом було обрано Вільяма Перлберга.
- 1957 — Наслідуючи своїх колег, телевізійні продюсери створили Гільдію телевізійних продюсерів. Президентом било орано Бена Броді.
- 1962 — Бен Броді та Волтер Міріш, президент Гільдії продюсерів кінематографістів, об'єднали свої організації, утворивши Американську гільдію продюсерів.
- 1975 — АГП підписує останній колективний договір на сьогодні, з Paramount і Universal Studios. Після закінчення терміну дії цього контракту, АГП буде виступати як радше торгова організація, ніж профспілка.
- 1983 — Продюсери відеокасетного телебачення утворили Американську асоціацію продюсерів. Гейла Маффео обрано її президентом.
- 1985 — АГП забезпечує своїм членам страхування здоров'я і соціального забезпечення та пенсійну допомогу для театральних продюсерів та продюсерів прайм-тайму. Згодом ця допомога поширюється на все більшу кількість професій телевізійної спільноти.
- 1990 — Вперше пройшла церемонія нагородження Золотим Лавром (згодом нагорода Американської гільдії продюсерів). Річард та Лілі Фіні Занук були нагороджені за найкращий фільм за стрічку «Водій Міс Дейзі».
- 1994 — АГП започаткувала програму семінарів, надаючи можливість навчання через дискусії і практичні семінари своїм членам.
- 2001 — АГП об'єдналася із Американською асоціацією продюсерів. Співпрезидентами були обрані Кетлін Кеннеді та Тім Гіббонс. Тепер гільдія представляє всю продюсерську команди, від продюсерів та виконавчих продюсерів до керівників після виробничого періоду та координаторів виробництва.
- 2002 — Серія поправок до Статуту АГП створює нову Раду у справах нових медіа, що представляє продюсерів вебпроектів, ігор, компакт-дисків і ряду інших цифрових та нових медіа. Окрема поправка надає Східному представництву АГП постійне представництво в раді директорів.
- 2005 — Академія кінематографічних мистецтв і наук погоджується використовувати стандарти Гільдії продюсерів про прийнятність та консультативність процесу визначення номінантів на премію Оскар за найкращий фільм.
- 2006 — Комітет Різнорідності АГП пропонує перші літні Продюсерські Семінари, підтримуючи прагнення продюсерів різноманітних фільмів і телевізійних програм. Семінари проводяться щорічно і є безкоштовними.
- 2007 — Гільдія продюсерів втручається від імені продюсерської команди, що працює на незаконних умовах на E! Entertainment Television, у врегулювання суперечки із мережею, яка відмовила робітникам у оплаті понаднормових.
- 2009 — Перша конференція «Produced By» пройшла на Sony Pictures Studios.